# Museo di storia naturale (Ferrara)
Il Museo civico di storia naturale di Ferrara si trova in Largo Florestano Vancini n. 2 (già via Filippo de Pisis n. 24).

## Storia e descrizione

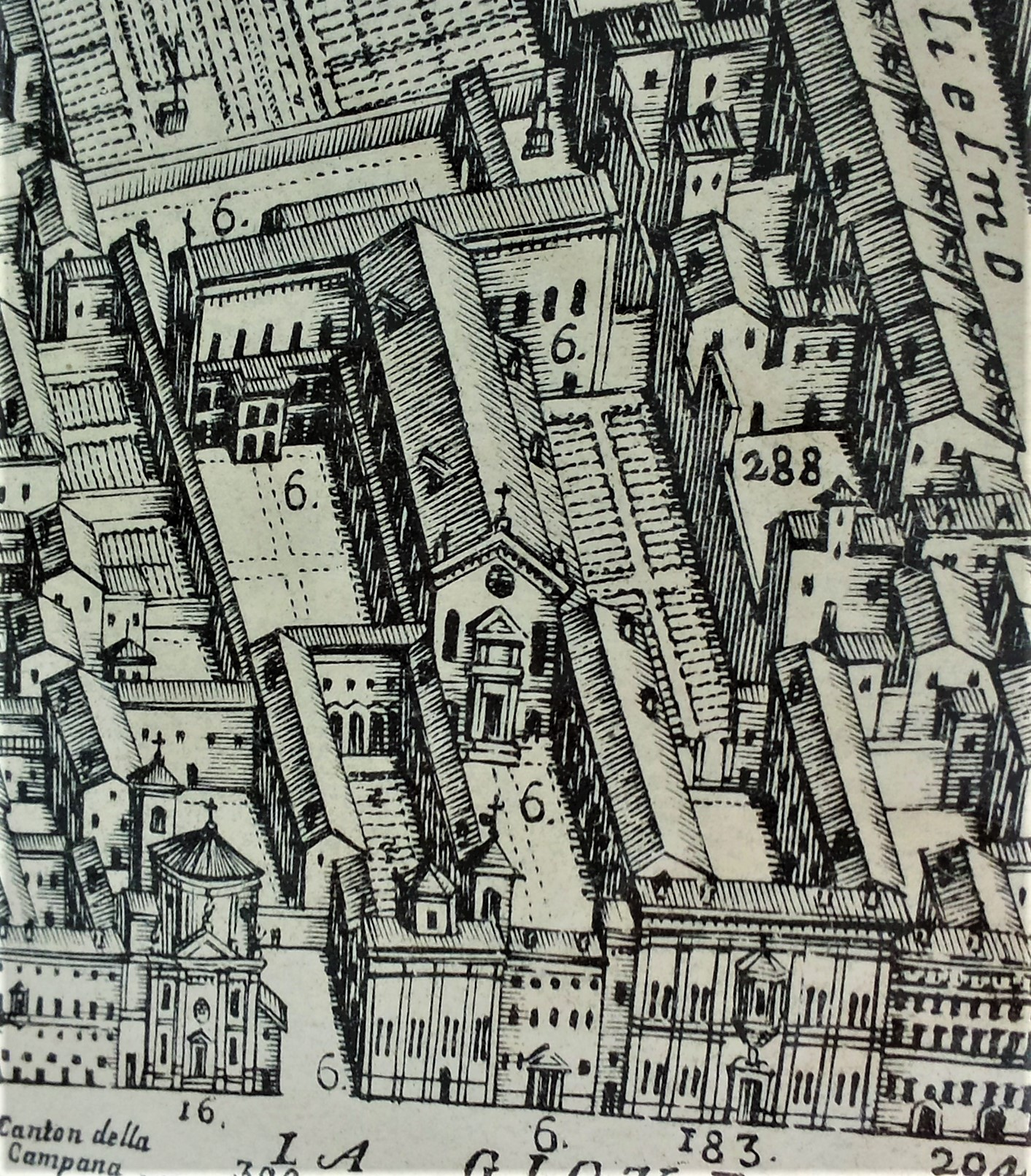
Il sito dove oggi si trova il museo in un'incisione del 1747 Andrea Bolzoni, particolare della Pianta ed alzato della città di Ferrara. In quel periodo l'area era occupata dall'Ospedale Sant'Anna

Il primo nucleo museale nacque nel ‘700, grazie ad una donazione di minerali fatta dal canonico Antonio Marescotti al già esistente museo civico. Nel 1850, una donazione effettuata da Elia Rossi arricchì la collezione di esemplari zoologici provenienti dall'Africa. Nel 1862, l'Università degli Studi di Ferrara, allora di proprietà comunale, stabilì che era necessario realizzare un museo a supporto degli insegnamenti della nuova cattedra di Storia naturale. L'inaugurazione ufficiale avvenne nel 1872, nei locali dell'ex convento delle Martiri di via Roversella. La direzione era affidata a Galdino Gardini, che curò assiduamente i rapporti con i vari donatori e benefattori (Elia Rossi, Angelo Castelbolognesi, Enea Cavalieri, Angelo Fiorini, Angelo Conti): il Museo aumentò enormemente il proprio patrimonio arrivando a contare più di 74.000 esemplari di zoologia, mineralogia, geologia, paleontologia ed etnografia. Il pensionamento del Gardini, nel 1892, segnò una prima fase di ristagno per le attività del museo,  che fu chiuso per inventario e riaperto solo nel 1937, dopo che le collezioni, già in parte smembrate, furono trasferite nel nuovo edificio appositamente progettato e realizzato dall'ingegnere Carlo Savonuzzi in collaborazione col fratello Girolamo  fra il 1935 e il 1937 sui resti medievali dell'ex ospedale cittadino.  Tuttavia, il museo riacquistò vitalità soltanto dopo la Seconda Guerra mondiale, quando la direzione venne affidata a Mario Francesco Canella, che ne resse le sorti fra il 1952 e il 1978. Nel 1982 la direzione venne assunta da Fausto Pesarini, naturalista e biologo, che ne promosse un profondo rinnovamento strutturale e funzionale. Dal 2012 è diretto da Stefano Mazzotti, già conservatore per la zoologia dello stesso museo dal 1990.